# Ферентілло
Ферентілло (італ. Ferentillo) — муніципалітет в Італії, у регіоні Умбрія,  провінція Терні.
Ферентілло розташоване на відстані близько 85 км на північ від Рима, 65 км на південний схід від Перуджі, 13 км на північний схід від Терні.
Населення — 1919 осіб (2014).

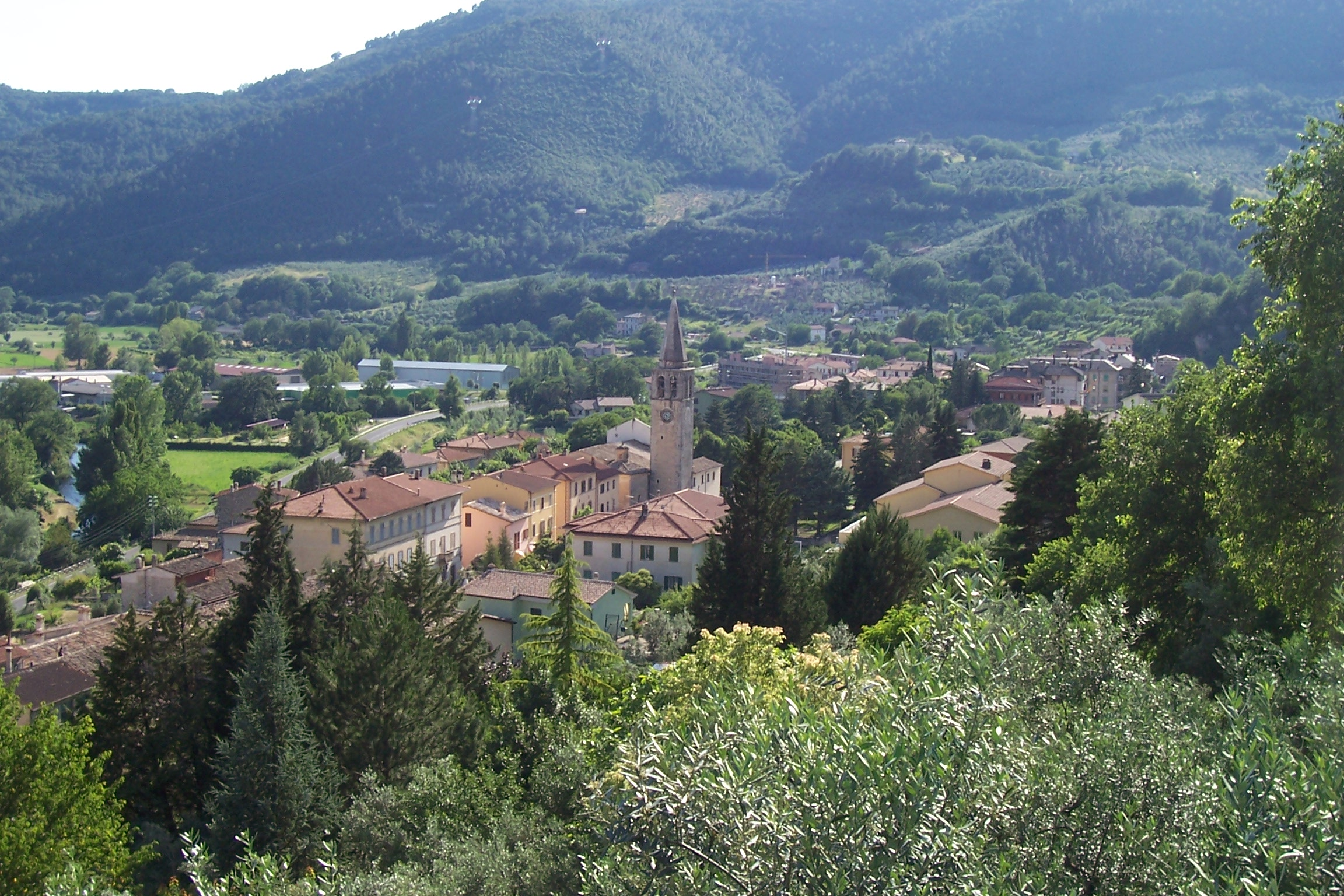

Щорічний фестиваль відбувається 20 січня. Покровитель — San Sebastiano.

## Демографія
Населення за роками:

Станом на 1 січня 2023 року в муніципалітеті офіційно проживали 143 іноземці з 32 країн, серед них 57 громадян країн Євросоюзу та 9 громадян України.

## Сусідні муніципалітети
- Арроне
- Леонесса
- Монтефранко
- Монтелеоне-ді-Сполето
- Поліно
- Скеджно
- Сполето